# Ordinul Ecvestru al Arhanghelului Mihail
Ordinul Ecvestru al Arhanghelului Mihail este una dintre distincțiile Casei Regale Ghassanide, instituită la 29 septembrie 2016 de către Prințul Gharios, pentru a recompensa meritele aduse casei Ghassanide și națiunii libaneze.

## Istorie
În 2008, când a preluat conducerea drept pretendent la tronul fostului Regat Ghassanid și șef al Casei Regale Ghassan, prințul Gharios El Chemor Al-Numan VIII (născut Ahnume Guerios, la 29 septembrie 1973, în Curitiba) a creat primul ordin dinastic ghassanid, numit inițial „Sacrul Ordin al Sfântului Mihail Arhanghelul”, redenumit ulterior „Ordinul Ecvestru al Arhanghelului Mihail” pentru a evita confuzii cu alte organizații cu denumiri similare.
Prințul Gharios aparține familiei El Chemor (sau Choummar), o familie nobilă creștină istorică din Liban de origine ghassanidă. Descendenți ai regelui Abu Chemor, au condus două importante șeicate: Aqoura (1211–1633) și Zawiya, lângă Zgharta (1641–1747), fiind recunoscuți drept ultimii prinți ghassanizi în exercițiul puterii până în secolul al XVIII-lea.
În perioada conducerii lor în Aqoura și apoi în Zawiya (cu reședința la Kfarhata), au avut conflicte cu familia Daher, fiind forțați să se refugieze temporar în Beit Habbak. Acolo familia s-a ramificat, inclusiv în ramura Hobeika. Familia Chemor și-a consolidat influența prin alianțe matrimoniale, în special cu familia Yaghi. Sunt una dintre rarele familii libaneze cu descendență directă din dinastia regală ghassanidă, simbol al identității creștine și al conducerii regionale.
La data de 29 septembrie 2016 (sărbătoarea Arhanghelului Mihail), a fost înființată ca Asociație privată de credincioși organizația Sagrada Ordem de São Miguel Arcanjo - Grão-Priorado do Brasil, recunoscută printr-un decret emis de Mons. Roberto Francisco Ferreria Paz, episcop de Campos (Rio de Janeiro) și Mare Capelan al Ordinului în Brazilia. Ordinul a fost proclamat oficial în timpul unei liturghii de mulțumire la Biserica Sfântul Benedict din Campos.
Casa Regală Ghassanidă are statut consultativ special la ONU din 2016. Revendicarea sa la conducerea casei este recunoscută din 2020 de Consiliul Global al Imamilor și de dr. Joseph Albert Kechichian, expert în succesiunea regală arabă. Gharios este, de asemenea, singurul lider secular creștin din Orientul Mijlociu recunoscut de diverse entități. Casa Regală Ghassanidă este autorizată legal să opereze în Liban prin Decret Prezidențial nr. 5.800/2019 și prin Ministerul de Interne al Libanului – Direcția Generală pentru Afaceri Politice și Refugiați – Nr: 814/4/2022.

## Structură
Ordinul este alcătuit din trei clase, fiecare cu trei grade:
- - Clasa a III-a:**
- Membru al Ordinului
- Ofițer al Ordinului
- Comandor al Ordinului

- - Clasa a II-a:**
- Cavaler/Damă sau Cavaler/Damă Spitalier
- Cavaler/Damă Ofițer
- Cavaler/Damă Comandor

- - Clasa I:**
- Mare Comandor
- Cavaler/Damă al Marii Cruci
- Cavaler/Damă cu Mare Colan

Titlul de „Spitalier” este rezervat profesioniștilor din domeniul medical (medici, farmaciști, asistenți, tehnicieni etc.) și donatorilor sau sponsorilor proiectelor medicale.

## Decorația
Decorația Ordinului constă într-o cruce cu opt colțuri, emailată în albastru cu margini aurii, în stil maltez, cu raze aurii între brațele crucii.
În centru se află un medalion cu imaginea Arhanghelului Mihail (cu sabie, scut și aureolă), în stil iconografic bizantin sau neoclasic. În jurul medalionului este o inscripție în latină: *"EQUESTER ORDO MICHAHEL ARCHANGELUS QUIS UT DEUS"*, tradusă: „Cine este ca Dumnezeu?”
Crucea este surmontată de o coroană regală aurie cu email purpuriu – simbol al autorității nobiliare sau bisericești.
Decorația este suspendată de o panglică albastru regal, conform tradițiilor cavalerești.

## Ceremonie
Ceremonia de învestitură are loc anual, la 29 septembrie, în Biserica Sfântul Benedict.

## Membri notabili
- Președintele Republicii Libaneze, gen. Michel Aoun – decorat în 2017.
- Bujar Nishani, fost președinte al Albaniei, decorat într-o ceremonie privată în 2017[8].
- Sanctitatea Sa Aram I, Capul Scaunului Catolic al Ciliciei (2018).
- Marcos Pontes, fost ministru și astronaut brazilian
- Hajji Baba Mondi,
- Prințul Leka al II-lea.